# Tianlongbabu
Tianlongbabu zijn de bovennatuurlijke beschermwezens van het boeddhisme. Ze zijn ingedeeld in acht groepen. 
Tian en long betekenen in het Standaardmandarijn "hemel" en "draak". Babu betekent in het Standaardmandarijn "acht groepen". De hemelse wezens en de draken zijn hoogste in rang van de acht groepen.
Tianlongbabu bestaat uit:
1. Deva (Hemelse wezens)
2. Naga (Draken)
3. Yaksha
4. Gandharva
5. Asura
6. Garuda
7. Kinnara
8. Mahoraga